# 菅浩江
菅 浩江（すが ひろえ、1963年4月21日 -）は、日本のSF作家。女性。
京都府京都市生まれ。追手門学院大学中退。

## 人物
元夫は元ガイナックス統括本部長の武田康廣（離婚済）。菅は京都在住で、東京在住の武田とは別居結婚。自身の家系図によると、菅原道真や菅原孝標女の子孫であるという。
日本舞踊の名取で、電子オルガン講師の資格も持ち、ガイナックスのPC用ゲーム『電脳学園』『サイレントメビウス』の作曲を担当するなど、多芸である。
日本推理作家協会会員。本格ミステリ作家クラブ会員。宇宙作家クラブ会員。日本SF作家クラブ会員だったが、2014年に退会。
2013年よりサンライズ制作による日本のテレビアニメ作品であるTIGER & BUNNY、それを題材とした3Dキャラクターモデルを自由に動かして動画を制作できるフリーの3DCGソフトウェアであるMikuMikuDanceに興味を抱き積極的にニコニコ動画に関わっている。
また、上記と関連して、2014年2月にニコニコ動画上でのMikuMikuDanceを用いた動画投稿イベントのひとつであるMMD杯では森永ダース、KADOKAWA、2009年より高岡市長現職である高橋正樹らと共に投稿作品選考委員を務めた。
なお、これに先駆けて2013年8月16日にニコニコ動画上に前述の「TIGER & BUNNY」をモチーフとした「バニかわ音頭」なる自作曲を投稿している。

## 略歴
- 1980年 - 京都府立桂高等学校在学中に第4回日本SFショー開催に参画。当時の事務局長が岡田斗司夫で、この時に岡田及びゼネラルプロダクツとの繋がりが生まれる。
- 1981年 - やはり高校在学中、当時所属し、日本SFショーにも協力していた（上述第4回限りで手を引いた）同人誌『星群』（菅は小学生時代から参加）に発表した短編「ブルー・フライト」が、矢野徹の推薦によって『SF宝石』（光文社刊）1981年4月号に転載されデビュー。「ブルー・フライト」はその後、短編集『雨の檻』に収録された。
- 1989年 - 第1長編『ゆらぎの森のシエラ』（ソノラマ文庫）を発表し、再デビュー。
- 1992年 -『メルサスの少年』で第23回星雲賞日本長編部門受賞。
- 1993年 - 短編『そばかすのフィギュア』で第24回星雲賞日本短編部門受賞。
- 2001年 -『永遠の森 博物館惑星』で第54回日本推理作家協会賞長編および連作短編集部門、第32回星雲賞日本長編部門を受賞。NHKオーディオドラマ・青春アドベンチャーにてラジオドラマ化され、同年10月1日より放送された。
- 2013年 - 文部科学省教科用図書検定調査審議会臨時委員[5]。
- 2014年 - 『誰に見しょとて』で第13回（2013年度）第13回センス・オブ・ジェンダー賞大賞受賞[6]
- 2020年 - 文化庁文化審議会著作権分科会基本政策小委員会専門委員[7]。
- 2020年 - 『不見の月 博物館惑星II』で第51回星雲賞日本短編部門受賞。
- 2021年 - 『歓喜の歌 博物館惑星III』で第41回日本SF大賞受賞。同年10月26日より、映像配信プラットフォーム「シラス」にて創作講座「菅浩江のネコ乱入！～創作講座と雑学などなど」を配信開始。

## 作品リスト

### 単著
- 『ゆらぎの森のシエラ』（1989年ソノラマ文庫、のち創元SF文庫 2007年）。ISBN 978-4488724016
- 『〈柊の僧兵〉記』（1990年ソノラマ文庫、のち徳間デュアル文庫2000年） ISBN 978-4199050206
- 『歌の降る星』（センチメンタル・センシティブ・シリーズ、1990年、角川スニーカー文庫）。ISBN 978-4044120016
- 『うたかたの楽園』（センチメンタル・センシティブ・シリーズ、1991年、角川スニーカー文庫）。ISBN 978-4044120023
- 『鷺娘－京の闇舞－』（1991年、ソノラマ文庫）。ISBN 978-4257765646
- 『メルサスの少年 螺旋の街の物語』（1991年、新潮文庫）。ISBN 4101216118 のち徳間デュアル文庫
- 『オルディコスの三使徒』（3部作）
  1. 「妖魔の爪」（1992年、角川スニーカー文庫）。ISBN 978-4044120030
  2. 「紅蓮の絆」（1994年、角川スニーカー文庫）。ISBN 978-4044120047
  3. 「巨神の春」（1995年、角川書店スニーカー文庫）。ISBN 978-4044120054
- 『雨の檻』（1993年、ハヤカワ文庫、のち『そばかすのフィギュア』に改題のうえ再刊）。ISBN 978-4150303891
- 『暁のビザンティラ』（上、1993年、ログアウト冒険文庫）。ISBN 978-4893661395
- 『暁のビザンティラ』（下、1993年、ログアウト冒険文庫）。ISBN 978-4893661470
- 『氷結の魂』（上、1994年、トクマ・ノベルズ）。ISBN 978-4198500924
- 『氷結の魂』（下、1994年、トクマ・ノベルズ）。ISBN 978-4198500931
- 『不屈の女神 ゲッツェンディーナー』（1995年、角川スニーカー文庫）。ISBN 978-4044120061
- 『アンパン的革命』（1995年）。ISBN 978-4893664457
- 『鬼女の都』（1996年祥伝社、のち祥伝社文庫2005年）。ISBN 978-4396332457
- 『末枯れの花守り』（2002年角川書店、のち角川文庫）ISBN 978-4044120078
- 『博物館惑星』シリーズ
  1. 『永遠の森 博物館惑星』（2000年早川書房、のちハヤカワ文庫JA 2004年）。ISBN 978-4150307530
  2. 『不見の月 博物館惑星II』（2019年早川書房、のちハヤカワ文庫JA）。ISBN 978-4152098597
  3. 『歓喜の歌 博物館惑星III』（2020年早川書房、のちハヤカワ文庫JA）。ISBN 978-4152099600
- 『夜陰譚』（2001年光文社、のち光文社文庫2004年）。ISBN 978-4334737474
- 『アイ・アム I am.』（2001年、祥伝社文庫）。ISBN 978-4396328856
- 『五人姉妹』（2002年早川書房、のちハヤカワ文庫JA 2005年）。ISBN 978-4150307776
- 『歌の翼に ピアノ教室は謎だらけ』（2003年祥伝社NON NOVEL）。ISBN 978-4396207649
- 『プレシャス・ライアー』（2006年カッパ・ノベルス、のち光文社文庫）。ISBN 978-4334740924
- 『おまかせハウスの人々』（2006年、講談社）。ISBN 978-4062131490
- 『そばかすのフィギュア』（雨の檻を改題し初期ファンタジーを追加したハヤカワ文庫JA 2007年）。ISBN 978-4150309022
- 『プリズムの瞳』（2007年東京創元社、のち創元SF文庫）。ISBN 978-4488018115
- 『カフェ・コッペリア』（2008年、早川書房）。ISBN 978-4152089748
- 『誰に見しょとて』（2013年、早川書房）。ISBN 978-4152094124
- 『GEAR [ギア] Another Day 五色の輪舞』（原案：小原啓渡、絵：山田章博）（2016年、出版ワークス）。ISBN 978-4309920863

### ノベライズ
- 『放課後のプレアデス みなとの星宙』（2015年、一迅社）。ISBN 978-4758014601
- 『ID-0 I Cognosce te ipsum.――汝自身を知れ 』（2017年、ハヤカワ文庫JA）。ISBN 978-4150312824
- 『ID-0 II Vive hodie. ――今日生きよ』（2017年、ハヤカワ文庫JA）。ISBN 978-4150312831

### アンソロジー
「」内が菅浩江の作品
- 異形コレクション 侵略！（1998年2月 廣済堂文庫）「子供の領分」
- エロティシズム12幻想（2000年2月 エニックス / 2002年3月 講談社文庫）「和服継承」
- 短篇ベストコレクション 現代の小説2001（2001年5月 徳間文庫）「五人姉妹」
- 蒼迷宮（2002年3月 祥伝社文庫）「箱の中の猫」
- 本格ミステリ02（2002年5月 講談社ノベルス）「英雄と皇帝」
  - 【分冊・改題】死神と雷鳴の暗号（2006年1月 講談社文庫）
- 金田一耕助に捧ぐ九つの狂想曲（2002年6月 角川書店 / 2012年11月 角川文庫）「雪花散り花」
- らせん階段 女流ミステリー傑作選（2003年5月 ハルキ文庫）「つぐない」
- 短篇ベストコレクション 現代の小説2003（2003年6月 徳間文庫）「言葉のない海」
- ミステリア（2003年12月 祥伝社文庫）「鮮やかなあの色を」
- ザ・ベストミステリーズ 2007 推理小説年鑑（2007年7月 講談社）「エクステ効果」
  - 【分冊・改題】ULTIMATE MYSTERY 究極のミステリー、ここにあり ミステリー傑作選（2010年4月 講談社文庫）
- ぼくの、マシン ゼロ年代日本SFベスト集成〈S〉（2010年10月 創元SF文庫）「五人姉妹」
- てのひらの宇宙 星雲賞短編SF傑作選（2013年3月 創元SF文庫）「そばかすのフィギュア」
- NOVA 10 書き下ろし日本SFコレクション（2013年7月 河出文庫）「妄想少女」
- 日本SF短篇50 日本SF作家クラブ創立50周年記念アンソロジーIV 1993 - 2002（2013年8月 ハヤカワ文庫JA）「永遠の森」
- 私がデビューしたころ ミステリ作家51人の始まり（2014年6月 東京創元社）※エッセイアンソロジー「SFファンからの長い道のり」
- アステロイド・ツリーの彼方へ 年刊日本SF傑作選（2016年6月 創元SF文庫）「アステロイド・ツリーの彼方へ」
- NOVA 2023年夏号（2023年4月 河出文庫）「異世界転生してみたら」